# Hotchkiss 25 mm Mle. 1934
Il cannone Hotchkiss da 25 mm era un cannone anticarro francese usato nei primi anni della seconda guerra mondiale.

## Sviluppo
Nei primi anni venti l'esercito francese giudicò che il potere perforante del 37 Mle 1916 TRP non sarebbe stato sufficiente a sconfiggere i carri armati dell'epoca. Nel 1926 la Hotchkiss propose un modello da 25 mm progettato da loro, che venne preso in servizio nel 1934 con il nome di canon de 25 mm semi-automatique léger modèle 1934 (generalmente accorciato a "25 mm SA-L 34"). Allo scoppio della seconda guerra mondiale era l'arma anticarro principale della fanteria francese.

## Uso in altri paesi

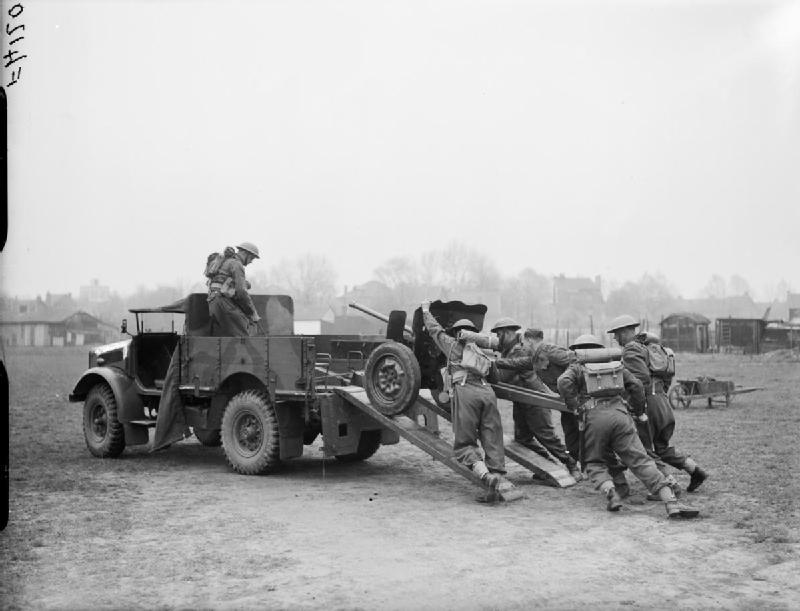
Portee costituito da un Mle 1934 su autocarro Bedford.

Quando sbarcò in Francia, la British Expeditionary Force non aveva un quantitativo sufficiente di armi anticarro, quale il Ordnance QF 2 lb. Gli furono quindi dati i canon de 25, che vennero rinominati Anti-Tank Gun, 25 mm. Hotchkiss, Mark I on 25 mm. Carriage, Mark I. Poiché la BEF era completamente meccanizzata e l'affusto del cannone era pensato esclusivamente per il traino animale, la soluzione adottata dagli inglesi fu quella di utilizzare il cannone come portee, ovvero trasportarlo sul pianale di autocarri, con la possibilità di fare fuoco sia da bordo che a terra.
I pezzi catturati dalle forze tedesche furono messi in servizio con il nome di 2,5 cm Pak 113(f). Alcuni cannoni furono anche usati dalle forze italiane in Nordafrica come armi alternative allo Solothurn S-18/1000.
La Finlandia acquistò 50 Mle 37 francesi durante la guerra d'inverno, ma solo 40 furono consegnati il febbraio del 1940 tramite la Norvegia. I 10 pezzi rimanenti furono catturati dalla Germania quando questi invasero la Norvegia nella primavera del 1940. Dei 40 pezzi consegnati circa la metà fu usata nei combattimenti di prima linea durante la guerra d'inverno, dei quali tre furono persi in battaglia. Durante il breve periodo tra la guerra d'inverno e la guerra di continuazione, la Germania vendette 200 dei pezzi catturati alla Finlandia, 133 dei quali erano M/34 e 67 erano M/37, e furono rispettivamente chiamati 25 PstK/34 e 25 PstK/37. Erano stati ritirati dall'utilizzo di prima linea per il 1943.
Nel 1935 il canon de 25 fu acquistato dagli Stati Uniti d'America per valutarne le prestazioni.

## Varianti

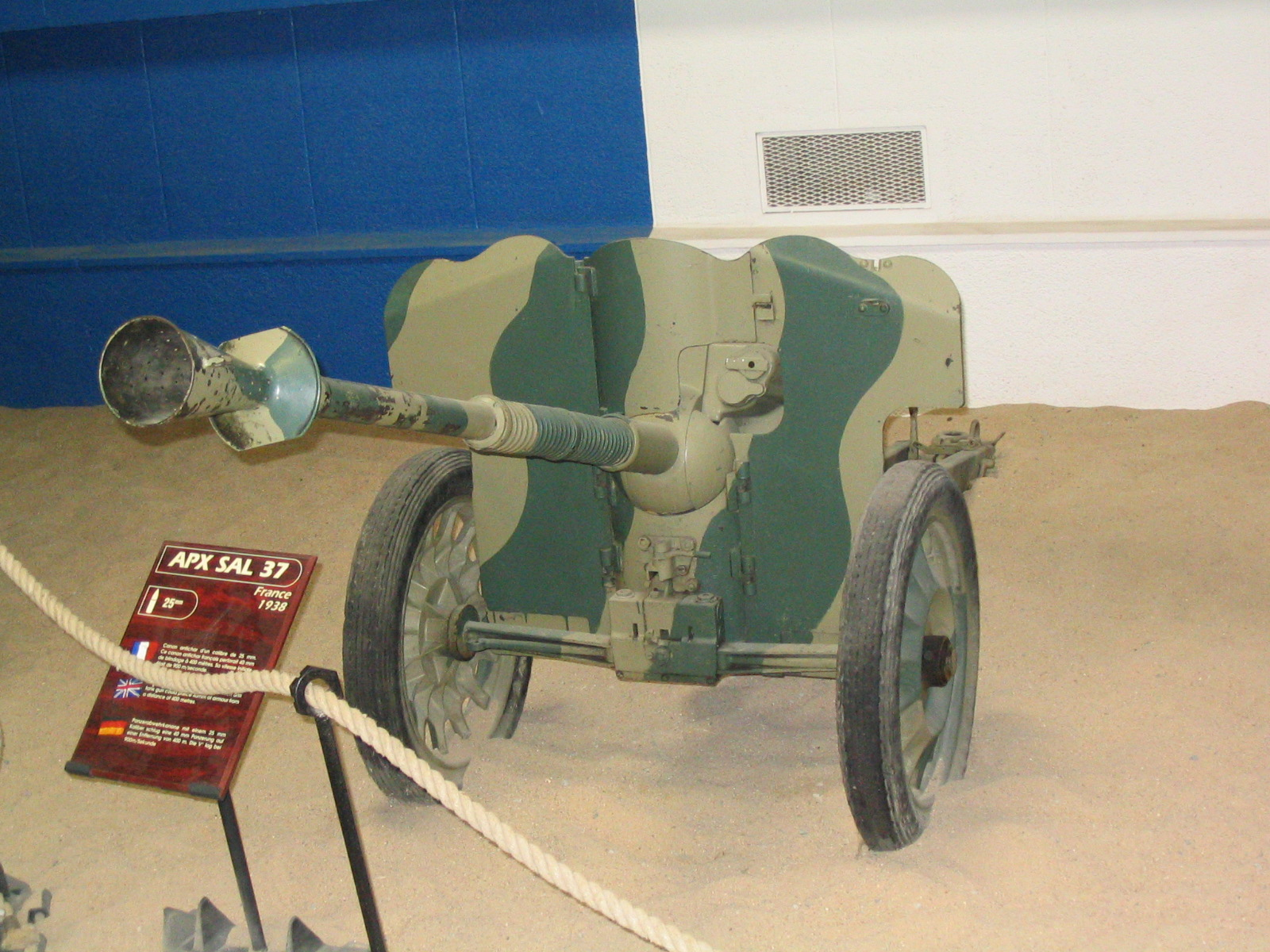
Il Mle 1937

- canon de 25 mm SA-L Mle 1934 - versione base
- canon de 25 mm AC Mle 1934 - versione da fortezza, adottata per equipaggiare le opere della Linea Maginot. Il cannone da 25 mm non era usato da solo ma installato in impianti misti, associata ad una mitragliatrice Reibel.
- APX SA-L 35 - la versione accorciata, prodotta nel 1935 dalla Atelier de construction de Puteaux (APX), usata nei carri armati e veicoli corazzati come la Panhard 178.
- APX SA-L 37 - la versione da campagna, rinnovata dall'APX nel 1937 e dotata di affusto più leggero. Alcuni esemplari furono impiegati dall'esercito rumeno.